# White Earth (Dakota du Nord)
Pour les articles homonymes, voir White Earth.
La ville de White Earth est située dans le comté de Mountrail, dans l’État du Dakota du Nord, aux États-Unis. Sa population s’élevait à 80 habitants lors du recensement de 2010, estimée à 90 habitants en 2016.

## Histoire
White Earth a été fondée en 1888.

## Démographie
| 1910 | 1920 | 1930 | 1940 | 1950 | 1960 |
| ---- | ---- | ---- | ---- | ---- | ---- |
| 264  | 247  | 240  | 272  | 218  | 208  |

| 1970 | 1980 | 1990 | 2000 | 2010 | - |
| ---- | ---- | ---- | ---- | ---- | - |
| 128  | 98   | 73   | 63   | 80   | - |

## Source
- (en) Cet article est partiellement ou en totalité issu de l’article de Wikipédia en anglais intitulé « White Earth, North Dakota » (voir la liste des auteurs).